# Ditmas
Ditmas è un singolo della band indie folk Mumford & Sons, tratto dal loro terzo album in studio Wilder Mind. È stato distribuito in tutto il mondo come terzo singolo dall'album, l'11 settembre 2015 e riprodotto dalle radio "alternative" americane il 17 novembre 2015.

## Il brano
Il titolo della canzone deriva da Ditmas Park, Brooklyn a New York City; La band ha registrato la canzone in quella zona. Ditmas Park è stata anche la sede dello studio del chitarrista dei The National, Aaron Dessner, in cui è stata registrata la maggior parte dell'album. La canzone è una rappresentazione del cambiamento nel suono della band, l'uso meno evidente del banjo e l'utilizzo maggiore degli strumenti elettrici. La canzone può essere descritta come una canzone di rottura relazionale.

## Videoclip
Il video musicale per la canzone mostra la relazione tra un cosacco ucraino e il suo cavallo. Diretto da Alex Southam, il video è stato girato a Kiev, in Ucraina. La band appare mentre esegue la canzone per tutta la durata del video.
The narrative for Ditmas came about whilst discussing another idea for the band, when the suggestion of a cossacks were mooted. Cossacks are synonymous with incredible horesemanship, so it felt like a natural fit. Our character (Evgeniy) in the video has grown up within a cossack community.»
La narrazione di Ditmas è nata mentre discutevamo di un'altra idea per la band, quando è stato presentato il suggerimento di un cosacco. I cosacchi sono sinonimo di incredibile paternità, quindi sembrava una scelta naturale. Il nostro personaggio (Evgeniy) nel video è cresciuto all'interno di una comunità di cosacchi.»
(Alex Southam, regista, su MumfordAndSons.com)

## Tracce
1. Ditmas – 3:38